# Чернишенко Георгій Павлович
Георгій Павлович Чернише́нко (нар. 11 (24) березня 1906, Чигирин — пом. 1990) — український радянський живописець, заслужений майстер народної творчості УРСР з 1982 року.

## Твори
- «Соняшники» (1966);
- «За Ленінськими заповітами» (1967);
- «Російське поле» (1968);
- «Колгоспна отара» (1974);
- «Проліски» (1975);
- «Осінь у горах» (1980);
- «Ранок» (1981);
- «Бабусина хата» (1983).